# تیم هورتون
تیم هورتون (انگلیسی: Tim Horton; ۱۲ ژانویهٔ ۱۹۳۰ – ۲۱ فوریهٔ ۱۹۷۴) بازیکن هاکی روی یخ اهل کانادا بود.

## جوایز
وی همچنین برندهٔ جوایزی همچون تالار افتخارات هاکی و جام استنلی شده است.

## حرفه
از باشگاه‌هایی که در آن بازی کرده است می‌توان به تورنتو میپل لیفز و نیویورک رنجرز اشاره کرد.